# Pauline Bakker
Pauline Bakker (1966) is een Nederlands beeldend kunstenaar. Zij volgde haar opleiding aan d'Witte Lelie in Amsterdam. Sinds 1997 werkt ze als beeldend kunstenaar.
Landelijke bekendheid verwierf ze met het televisieprogramma Sterren op het Doek en met het overschilderen van het drieluik voor de Sint-Laurenskerk in Alkmaar. Zij schilderde over de slechter wordende replica van Maarten van Heemskerck de geschiedenis van Alkmaar op 85 m².